# 3355 Onizuka
3355 Onizuka (1984 CC1) là một tiểu hành tinh vành đai chính được phát hiện ngày 8 tháng 2 năm 1984 bởi E. Bowell ở Flagstaff (AM). Nó được đặt tên của Ellison Onizuka.